# Jacob Avigdor
Jacob Avigdor (4 mars 1896, Tyrawa Wołoska, Galicie, Pologne-mars 1967, Mexico, Mexique) est un rabbin polonais, survivant de la Shoah, qui pendant quinze ans est le grand-rabbin de Mexico.

## Éléments biographiques

### Jeunesse et formation
Jacob Avigdor est né le 4 mars 1896 à Tyrawa Wołoska, en Galicie, Pologne. Il est le fils du rabbin Abraham Issachar Avigdor, Av Beth Din de Tyrawa Wołoska et de Chaya Rachele Avigdor.

### Argentine
Il décline en 1952 l'offre de devenir grand-rabbin d'Argentine.

## Publications
- Nauka Talmudu, 1928 (3 volumes), en polonais. Traduit en hébreu et en allemand
- (he) Chelek Yacov, 1929
- Metafizyka Judaismu, 1931. Thèse de doctorat de l'Université de Lviv, en polonais
- (he) Haemunah V'haphilosophia, 1933
- (he) Sheelot Utshuvot Abir Yacov (2 volumes), 1934
- (he) Harambam V'shilato B'philosophia, 1935
- (he) Ayeh Sofer, 1937
- (he) Torat Halashon, 1938
- (he) Al Haschitah, 1939
- (he) Techiyat Yacov, 1950
- La Cronologica Judaica, 1954, en espagnol
- Maimonides, su Vida y Obra, 1955, en espagnol
- (he) Kuntres Kol Yacov, 1956
- Shevichtav V'sheva Peh (In Shrift Un Vort), 1957 (Volumes I et II), 1958 (Volume III), en yiddish
- La vision del Judaismo (2 Volumes), 1959, en espagnol
- Machshoveh V'loshn (Gedank Un Sprach), 1959, en yiddish
- Reflexiones Sobre la Tora, 1960, en espagnol
- Dee Yiddishe Froy/La Mujer Judia, 1960, en yiddish et en espagnol
- Hegyon Yacov (2 Volumes), 1962, en yiddish
- Torah Sh'veal Peh,  (Volume I), 1962, (Volume II), 1963, en yiddish
- (he) Haskel V'yadoa, (Volune I et II), 1962, (Volume III), 1963
- Der Yiddisher Shabos/El Sabado Judio, 1963, en yiddish et en espagnol
- (he) Haemuna Hanotzrit L'or Hahalacha Hayehudit, 1964
- Oifzatzn Un Essayen, 1965,  en yiddish
- (he) Mikdash Meat, 1965
- (he) Mul Baayot Hador (Volume I), 1965, (Volume II), 1966
- Sintesis del Talmud: Exposicion de su Desarrollo Historico, (2 Volumes), 1966, en espagnol